# Gerrod Abram
Gerrod Brian Abram (Lincoln Park, 20 marzo 1972) è un ex cestista e allenatore di pallacanestro statunitense, professionista in Europa e nelle Filippine.

## Carriera

Abram al Progresso Castel Maggiore

Studia al Boston College rimanendovi dal 1990 al 1994. Durante questo periodo, più precisamente il 10 dicembre 1992, viene arrestato con l'accusa di aver acquistato merci con una carta di credito falsa, ed è successivamente condannato a svolgere 80 ore di lavori socialmente utili.
Terminato il periodo universitario Abram vive la sua prima esperienza da giocatore professionista in Croazia, al Cibona Zagabria, dove è stato il primo straniero della storia del club. Nel febbraio 1995 riceve però una squalifica di un mese dalla FIBA, che riscontrò alcune tracce di efedrina dopo un controllo antidoping. Questa sanzione gli fece saltare forzatamente i quarti di finale di Euroclub, poi persi dal Cibona contro il Real Madrid.
Nel 1995 è in lotta per trovare un posto in NBA con i neonati Toronto Raptors, risultando l'ultimo ad essere tagliato in pre-campionato. Dopo una parentesi nelle Filippine tra le file del Manila Purefoods, si trasferisce in Spagna dove nel finale di stagione è chiamato al Girona per sostituire il connazionale Larry Robinson. Terminata anche quest'esperienza approda quindi alla Libertas Forlì nella massima serie italiana, ma dopo 3 partite subisce un grave infortunio ai legamenti del ginocchio: il suo rientro coincide con le ultime 3 partite della stagione, culminata con la retrocessione dei forlivesi in Serie A2.
Inizia poi l'annata successiva con i greci del Dafni Atene, ma alla fine del mese di ottobre viene tagliato. A metà dicembre viene ingaggiato dalla Dinamo Sassari: il rapporto s'interruppe due mesi più tardi, quando il giocatore richiedeva esami medici per alcuni fastidi al ginocchio mentre l'allenatore dell'epoca Stefano Michelini lo considerava sano: la dirigenza sarda stette dalla parte del coach ed ottenne la risoluzione del contratto per inadempienza. Una volta ristabilitosi volò in Israele nel dicembre 1998, legandosi al Maccabi Ra'anana.
Nella stagione 1999-2000 ritorna in Italia, questa volta in Sicilia a Barcellona Pozzo di Gotto. Il 26 novembre 1999 è convocato nella selezione All Star in occasione dell'incontro di esibizione disputato contro la Nazionale italiana. Al termine della regular season i giallorossi siciliani si classificano in 2ª posizione giungendo fino alle finali playoff, sfiorando di fatto la promozione in serie A1. Viene confermato anche per l'annata successiva (con il club che nel frattempo si spostò nel capoluogo Messina), ma dopo una manciata di partite subisce il taglio. Nel 2001 si unisce agli spettacolari Harlem Globetrotters fino a quando non firma con il Progresso Castel Maggiore, squadra del circondario bolognese che disputava le proprie partite di A2 al PalaDozza. Qui rimane due anni, raggiungendo rispettivamente una salvezza e le semifinali dei playoff 2002 (eliminazione subita proprio da Messina). Le sue esperienze italiane continuano in Legadue, prima a Imola (dove arriva a stagione in corso senza riuscire ad evitare una retrocessione poi non verificatasi grazie al ripescaggio estivo) e successivamente a Sassari l'anno successivo.
Dopo una comparsata in Israele al Maccabi Giv'at Shmuel (3 partite giocate tra il novembre e il dicembre 2005), Abram conclude la propria carriera in patria ai Detroit Panthers, franchigia che al tempo apparteneva alla lega ABA.